# K407/408次列车
K407/408次列车是中国铁路运行于湖南省会长沙至海南省会海口之间的快速旅客列车，自2004年12月5日起开行，现由广州铁路集团长沙客运段负责客运任务。列车使用中国铁路25G型客车，沿京广铁路、广茂铁路、茂湛铁路、粤海铁路（含火车轮渡)运行，行程1467千米，途经湖南、广东、海南三省，跨越琼州海峡，是海南岛连接中国大陆的首趟直通列车，也是中国铁路史上首对跨海旅客列车。其中长沙站至海口站运行20小时05分，使用车次为K407次；海口站至长沙站运行20小时03分，使用车次为K408次。2005年列车荣膺铁道部的“红旗列车”称号，2006年列车包乘组被评为全国和海南省“用户满意明星班组”称号。

## 历史
2003年1月7日，中国首条跨海铁路粤海铁路通道轮渡正式开通，海南从此结束与大陆不通火车的历史，前期开办铁路货运业务，同年12月28日开办汽车、散客渡海运输业务；2004年12月5日，粤海铁路客运开通，广州铁路集团首次开行广州至海口的K407/408次列车。
2007年，历經19个月的海南西环铁路扩能提速改造完成，成为国家I级干线，运行速度从原来的最高80km/h提升至120～160km/h，线路距离从原来的390公里缩至363公里，列车运行速度大大提升，运行时间也大大缩短。4月17日，广州铁路集团正式将K407/408次列车延长至三亚始发及终到，列车也因此成为中国第一趟从大陆通往三亚的旅客列车。
2012年7月1日零时起，中国铁道部调整列车运行图，为充分优化运力资源配置，提高运输效率，广州铁路集团对进出海南岛旅客列车进行了重大调整。其中原广州至三亚的K407/K408次列车从7月1日起更改运行区段为长沙至海口，沿途停靠13个车站，除往海口方向的徐闻站不停靠外其他停车站不变，另增广州至长沙段的韶关东、郴州（往长沙方向不停靠）、衡阳、株洲、长沙5个站。
2016年5月，全路运行图调整，长沙-海口K407次旅客列车自5月14日起停运，海口-长沙K408次旅客列车自5月15日起停运。本次列车停运后，原使用的过海船班随即让予长春↔三亚的Z384/385、Z386/383次列车，后此车又于2021年四季度调图时因里程过长等缘故自三亚缩回海口。

## 列车编组
K407/408次列车原采取15辆车厢编组，其中硬卧车10辆、硬座车2辆、软卧、行李车、发电车各1辆，使用第二代中国铁路25G型客车。2007年4月17日起改为采取18辆车厢编组，其中硬卧车11辆、硬座车4辆，软卧车、餐车和行李车各1辆，总定员1162人，使用具备机车供电DC600V直流电分散逆变技术的第三代中国铁路25G型客车。2012年7月1日起，列车编组再度更改为硬卧车8辆、硬座车7辆，软卧车、餐车和行李车各1辆，总定员1303人。机车在运行时同时向客车车厢输出DC600V直流电，各车厢使用逆变技术，逆变为AC380V、AC220V、AC110V交流电供客车使用，并在车底下有1个逆变器箱和1个充电机箱。采用PLC控制无主网络监控系统，实现全自动监控。此外，客车还配置有塞拉门、真空集便器和密封式風擋。该列车车体同时与往返于海口至西安的K1168/1169、K1170/1167次列车套跑，具体执行为长沙开K407次至海口 - K1168/1169次至西安 - K1170/1167次至海口 - K408至长沙。
海口站至海安南站的运行区间为粤海铁路的渡轮航线，由配备火车栈桥的海口南港、位于海安的北港和“粤海铁1号”、“粤海铁2号”两艘客滚船组成，客滚船主甲板共有四股轨道，可装载货运列车车厢40节或客运列车车厢18节。列车在上轮渡前在编组场被拆解成四段，然后分别被推上船，这个过程共需要几十分钟。推到轮渡上的列车将被轨道边的固定装置固定在铁轨上，然后渡轮将穿越琼州海峡，开向对岸。粤海铁路南北两港间距离为12.5海里，两港间已设立专门的航道，航道宽1500米，航行时间约1小时。
该列车原由广州铁路集团广州客运段沪海车队负责客运任务，客运段会根据火车渡海的实际情况制定详细的应急预案，对可能遇到恶劣天气、火灾等各种异常情况都会制定详细的应对措施，以在火车渡海过程中能保证乘客的安全。此外，广州客运段还要求在此列车服务的乘务员都必须接受相关培训，包括游泳、救生技巧、救生衣的使用等技能。自2012年7月1日起，列车转交广州铁路集团长沙客运段负责客运任务，在人员的配置上，挑选业务精、服务好的乘务人员担当列车服务工作。并根据不同线路旅客的生活习惯，餐车会推出粤、湘、鄂、陕等菜系，配备清真席，满足各方旅客的需要。
| 车厢编号 | 1                    | 2-8          | 9          | 10           | 11-18        |
| 车型     | XL25G 行李车（欠编） | YZ25G 硬座车 | CA25G 餐车 | RW25G 软卧车 | YW25G 硬卧车 |

## 机车交路
K407/408次列车在京广铁路间采用电力机车牵引；广州至海安南为非电气化铁路区间，采用东风11G型柴油机车，并由机车直接向客车供电，因此列车无须加挂空调发电车。
| 车站区段               | 长沙 ↔ 广州                       | 广州 ↔ 海安南                       | 海安南 ↔ 海口                  |
| 本务机车 配属 司机更替 | 韶山8型电力机车 广铁长段 长沙司机 | 东风11G型柴油机车 广铁广段 广州司机 | 粤海铁1号/2号客滚船 粤海公司 — |

## 时刻表
- 数据截至2014年10月运行图调整。

| K407次 | K407次 | K407次 | K407次 | 停靠站 | K408次 | K408次 | K408次 | K408次 |
| 里程   | 天数   | 到点   | 开点   | 停靠站 | 到点   | 开点   | 天数   | 里程   |
| ------ | ------ | ------ | ------ | ------ | ------ | ------ | ------ | ------ |
| 0      | 当日   | —      | 20:53  | 长沙   | 07:29  | —      | 次日   | 1467   |
| 52     | 当日   | 21:34  | 21:41  | 株洲   | 06:37  | 06:49  | 次日   | 1415   |
| 186    | 当日   | 23:17  | 23:28  | 衡阳   | 04:49  | 04:55  | 次日   | 1281   |
| 333    | 次日   | 01:13  | 01:19  | 郴州   | ↑      | ↑      | 次日   | 1134   |
| 486    | 次日   | 02:57  | 03:03  | 韶关东 | 01:24  | 01:30  | 次日   | 981    |
| 707    | 次日   | 05:30  | 05:50  | 广州   | 22:52  | 23:10  | 当日   | 760    |
| 729    | 次日   | 06:17  | 06:21  | 佛山   | 22:20  | 22:25  | 当日   | 738    |
| 816    | 次日   | 07:50  | 07:53  | 肇庆   | 20:54  | 20:57  | 当日   | 651    |
| 931    | 次日   | ↓      | ↓      | 阳春   | 19:06  | 19:12  | 当日   | 514    |
| 1068   | 次日   | 11:07  | 11:13  | 茂名东 | 17:30  | 17:38  | 当日   | 399    |
| 1161   | 次日   | 12:29  | 12:31  | 湛江西 | 15:59  | 16:05  | 当日   | 306    |
| 1205   | 次日   | 13:02  | 13:04  | 雷州   | 15:26  | 15:28  | 当日   | 262    |
| 1274   | 次日   | 13:56  | 13:58  | 徐闻   | 14:30  | 14:34  | 当日   | 193    |
| 1467   | 次日   | 16:58  | —      | 海口   | —      | 11:26  | 当日   | 0      |